# كريستيان باول (سياسي)
كريستيان باول (بالفرنسية: Christian Paul) هو سياسي فرنسي، ولد في 23 مارس 1960 في كليرمون فيران في فرنسا. حزبياً، نشط في الحزب الاشتراكي.

## مناصب
- انتخب نائب فرنسي عن دائرة Nièvre's 2nd constituency [الإنجليزية]‏ وقد انضم خلال فترته النيابية (20 يونيو 2012 – 20 يونيو 2017)  للكتلة البرلمانية .
- انتخب نائب فرنسي عن دائرة Nièvre's 3rd constituency [الإنجليزية]‏ وقد انضم خلال فترته النيابية [الإنجليزية]‏ (20 يونيو 2007 – 19 يونيو 2012)  للكتلة البرلمانية .
- انتخب نائب فرنسي عن دائرة Nièvre's 3rd constituency [الإنجليزية]‏ وقد انضم خلال فترته النيابية  [لغات أخرى]‏ (19 يونيو 2002 – 19 يونيو 2007)  للكتلة البرلمانية اليسار الاشتراكي، الراديكالي، المواطني والمتنوع [الإنجليزية]‏.
- انتخب عضو المجلس العام  [لغات أخرى]‏.
- انتخب عضو مجلس جهوي.
- انتخب رئيس بلدية [الإنجليزية]‏ Lormes [الإنجليزية]‏ (24 يونيو 1995 – 18 مارس 2001).
- انتخب نائب فرنسي عن دائرة Nièvre's 3rd constituency [الإنجليزية]‏ خلال فترته النيابية  [لغات أخرى]‏ (12 يونيو 1997 – ).

## وصلات خارجية
- الموقع الرسمي